# Victor Karlsson
Victor Karlsson (18 maggio 2001) è un calciatore svedese, centrocampista del Landskrona BoIS.

## Carriera

### Club
Cresciuto nel settore giovanile dell'Onsala BK, trascorre i primi anni della propria carriera tra la quinta e la quarta divisione nello stesso club.
Nel gennaio 2021 viene acquistato dal Varberg, con cui debutta in Allsvenskan l'11 aprile, in occasione dell'incontro pareggiato per 0-0 contro il Mjällby. Il 26 settembre realizza la sua prima rete in campionato, nell'incontro perso per 2-1 contro l'IFK Norrköping. Alla sua prima annata nella massima serie totalizza 18 presenze (di cui 6 da titolare), poi comincia al Varberg anche la stagione seguente ma a metà campionato viene girato in prestito in Superettan al Norrby. Torna stabilmente a far parte dei neroverdi prima dell'inizio del campionato di Allsvenskan 2023, nel quale colleziona 28 presenze su 30 partite totali, anche se il club termina il torneo all'ultimo posto e retrocede.
Dopo la scadenza del suo contratto con il Varberg, nel gennaio 2024 si è accordato a parametro zero per tre anni con il Landskrona BoIS, squadra della seconda serie nazionale.

### Nazionale
Ha giocato nella nazionale svedese Under-16.

## Statistiche

### Presenze e reti nei club
Statistiche aggiornate al 22 aprile 2023.
| Stagione        | Squadra         | Campionato      | Campionato | Campionato | Coppe nazionali | Coppe nazionali | Coppe nazionali | Coppe continentali | Coppe continentali | Coppe continentali | Altre coppe | Altre coppe | Altre coppe | Totale | Totale |
| Stagione        | Squadra         | Comp            | Pres       | Reti       | Comp            | Pres            | Reti            | Comp               | Pres               | Reti               | Comp        | Pres        | Reti        | Pres   | Reti   |
| --------------- | --------------- | --------------- | ---------- | ---------- | --------------- | --------------- | --------------- | ------------------ | ------------------ | ------------------ | ----------- | ----------- | ----------- | ------ | ------ |
| 2018            | Onsala          | D3              | 13         | 1          | CS              | 1               | 0               |                    | -                  | -                  |             | -           | -           | 14     | 1      |
| 2019            | Onsala          | D2              | 16         | 3          |                 | -               | -               |                    | -                  | -                  |             | -           | -           | 16     | 3      |
| 2020            | Onsala          | D2              | 13         | 3          | CS              | 1               | 1               |                    | -                  | -                  |             | -           | -           | 14     | 4      |
| Totale Onsala   | Totale Onsala   | Totale Onsala   | 42         | 7          |                 | 2               | 1               |                    | -                  | -                  |             | -           | -           | 44     | 8      |
| 2021            | Varberg         | A               | 18         | 2          | CS              | 1               | 0               |                    | -                  | -                  |             | -           | -           | 19     | 2      |
| gen.-lug. 2022  | Varberg         | A               | 5          | 0          | CS              | 2               | 0               |                    | -                  | -                  |             | -           | -           | 7      | 0      |
| lug.-nov. 2022  | Norrby          | S1              | 9          | 0          | CS              | 1               | 0               |                    | -                  | -                  |             | -           | -           | 10     | 0      |
| 2023            | Varberg         | A               | 4          | 0          | CS              | 2               | 0               |                    | -                  | -                  |             | -           | -           | 6      | 0      |
| Totale Varberg  | Totale Varberg  | Totale Varberg  | 27         | 2          |                 | 5               | 0               |                    | -                  | -                  |             | -           | -           | 32     | 2      |
| Totale carriera | Totale carriera | Totale carriera | 78         | 9          |                 | 8               | 1               |                    | -                  | -                  |             | -           | -           | 86     | 10     |